# Václav Brožík
Václav Brožík (ur. 6 marca 1851 w Třemošnej, zm. 15 kwietnia 1901 w Paryżu) – czeski malarz.

## Życiorys
Pochodził z biednej rodziny (był jednym z piątki rodzeństwa), w której rodzice nie wspierali jego talentu. Matka zajmowała się wyszywaniem, a ojciec pracował przy budowie i utrzymaniu dróg. Rodzina przeprowadziła się do Pragi, które to miasto uważał za swoje rodzinne. Jako dziecko często przyozdabiał malunkami płoty i chodniki. Talent dostrzegł w nim starszy brat, Franciszek, który zajął się ukierunkowaniem jego zainteresowań malarskich. Za namową i dzięki wsparciu Franciszka dostał się na Akademię Sztuk Pięknych w Paryżu, ale po dwóch latach zmienił ją na akademię drezdeńską, gdzie również nie wytrzymał długo. Jego kuratorka w Dreźnie stwierdziła, że nie trzyma się wytycznych pedagogicznych, lecz szuka własnej drogi. Krótko studiował w Monachium, by ponownie wrócić do Paryża, gdzie poznał marszanda, Charlesa Sedelmeyera i pojął jego córkę za żonę. Wprowadziło go to na paryskie salony.
W tym czasie odbył podróż do Holandii, gdzie zainteresował się holenderskim i flamandzkim malarstwem barokowym. Pod wpływem van Dyka, Rubensa i Rembrandta zaczął tworzyć obrazy salonowe z motywami rodzinnymi. Oprócz tego malował dzieła historyczne, np. koronację Jerzego z Podiebradów. Studiował literaturę historyczną, zgromadził też w atelier kolekcje broni i kostiumów historycznych. Pracował zwykle po dwanaście godzin dziennie. Ciężka praca spowodowała u niego chorobę Ménière’a, problemy ze słuchem, równowagą i chroniczne bóle głowy. Zmarł na chorobę serca.

## Galeria

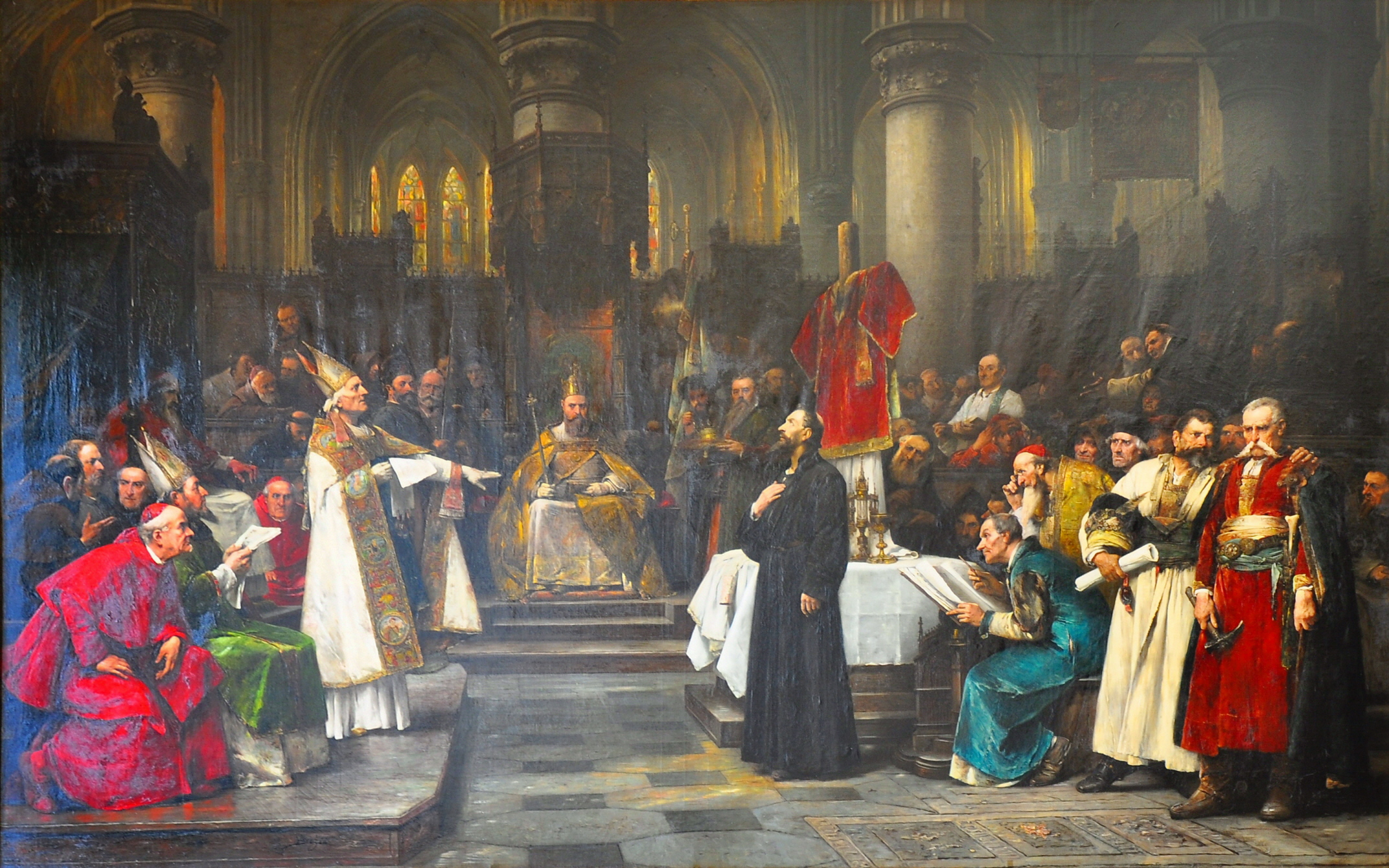
Mistr Jan Hus před koncilem kostnickým (1883)
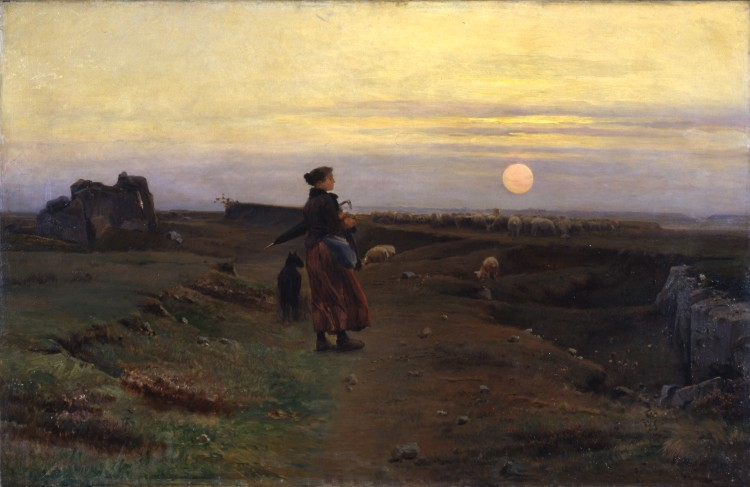
Bretaňská krajina s pasačkou (około 1890)
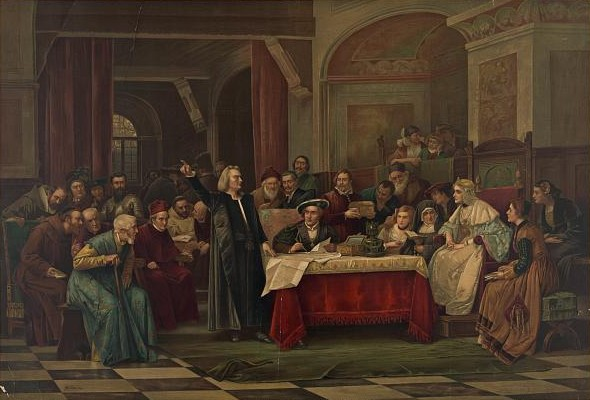
Kryštof Kolumbus na dvoře španělském (1885)